# Далгат Джемал-Еддін Енверович
Джемал-Еддін Енверович Далгат (30 березня 1920, Анапа — 30 грудня 1991, Санкт-Петербург, Росія) — радянський диригент, перекладач лібрето.

## Біографічні відомості
Народився в сім'ї піаністки, композитора і педагога Дженнет Далгат (1885–1938). У 1925–1927 роках мешкав з матір'ю в Лейпцигу (Німеччина). Школу закінчив у Нальчику.
З 1938 року до початку війни навчався у Московському музичному училищі, потім в Московській консерваторії (на композиторському факультеті у М. Я. Мясковського). Одночасно на історичному факультеті Московського університету.
У 1948 році закінчив Ленінградську консерваторію по класу І. Мусіна, у 1951 році — аспірантуру при ній по класу Б. Е. Хайкіна. До того почав музичну освіту під керівництвом матері, вчився у М. Я. Мясковського, Г. І. Літинського та M. P. Гнесіна (композиція).
У 1950–1954 роках диригент-асистент Ленінградського державного академічного театру опери й балету імені С. М. Кірова.
У 1950–1955 та 1958–1962 роках викладав диригування в Ленінградській консерваторії.
У 1955–1957 роки — головний диригент Таджицького академічного театру опери та балету імені Садридина Айні.
У 1963–1991 роки — диригент Ленінградського державного академічного театру опери й балету імені С. М. Кірова.
У 1991 році — керівник камерного «Санкт-Петербург Оркестру».
Гастролював у НДР, Югославії, Болгарії, Англії, Ірландії, Індії, Франції, Канаді, США.
Загинув при пожежі.

## Переклади лібрето
- Георг Фрідріх Гендель «Про радість, печаль і мудрість».
- Вольфганг Амадей Моцарт «Чарівна флейта».
- Роберт Шуман «Геновева», «Рай і Пері».
- Джузеппе Верді «Дон Карлос».
- Ференц Еркель «Ласло Хуньаді».
- Бенджамін Бріттен «Сон в літню ніч» і «Військовий реквієм».

## Грамзаписи
- Георг Фрідріх Гендель «Про радість, печаль і мудрість».
- Роберт Шуман «Рай і Пері».
- Танєєв Сергій Іванович «Орестея».
- Прокоф'єв Сергій Сергійович «Любов до трьох апельсинів» (премія імені А. Тосканіні на конкурсі грамплатівок у Парижі).

## Нагороди і почесні звання
- Заслужений діяч мистецтв РРФСР (1960).
- Народний артист Дагестанської АРСР (1968).
- Державна премія РРФСР імені М. І. Глінки (1970).